# RSD-10 Pioner
RSD-10 Pioner (ryska: РСД-10 Пионер, NATO-rapporteringsnamn SS-20 Saber) var en sovjetisk ballistisk medeldistansrobot kapabel att bära upp till tre termonukleära stridsspetsar. Roboten togs ur tjänst och skrotades som en följd av INF-avtalet.
Robotsystemet började utvecklas 1966 med syftet att kunna ersätta de äldre R-12 Dvina och R-14 Tjusovaja som krävde fasta avfyrningsplatser och drevs med flytande bränsle som gjorde klargöringstiderna långa. För att göra det nya robotsystemet svårt att slå ut skulle roboten drivas med fastbränsle som tålde långa lagringstider, samt kunna avfyras från en mobil avfyringsramp. Konstruktionskonceptet godkändes 1968 och provskjutningar ägde rum från 21 september 1975 till 9 januari 1976. Utplacering av Pioner-systemet började 11 mars 1976 och 30 augusti 1976 inlemmades det första robotregementet i Sovjetunionens kärnvapenberedskap.